# Comonfort
Comonfort é um município do estado de Guanajuato, no México.